# Ruine Salmendingen
Die Ruine Salmendingen ist die Ruine einer Höhenburg auf einer 845 m ü. NN Anhöhe unmittelbar südlich von Salmendingen, einem Stadtteil von Burladingen im Zollernalbkreis in Baden-Württemberg.

## Geschichte
Die Burg wurde vermutlich im 13. Jahrhundert von den „Herren von Salmendingen“ als Stammburg erbaut, 1245 erstmals erwähnt. Außer in Salmendingen hatte das Geschlecht auch bei Erpfingen Güter und Rechte. Auch die Burg Hohenerpfingen war in ihrem Besitz.
Nach seiner Heirat mit „Agate von Salmendingen“ wurde „Burkhard Schilling von Mansberg“ (Niederadel, Ministeriale aus Dettingen unter Teck) 1350 Besitzer der Burg Salmendingen. Bündnisse der Herzöge von Teck mit dem Hause Habsburg und den Grafen von Hohenberg führten für die Herren von Mansberg immer wieder zu Konflikten mit den Grafen von Haus Württemberg. Württembergs Eberhard II. richtete zu damaliger Zeit seine Politik stark gegen die einer weiteren Vergrößerung Württembergs im Weg stehenden Reichsstädte aus. In der Region kam es zu zahlreichen verlustreichen Schlachten und kostspieligen Kämpfen. Auch die Burg Salmendingen musste im 14. Jahrhundert nach Zerstörung verlassen werden und war ab 1386 dem Verfall überlassen.
Die Württemberger gewannen den Krieg. Das ehemalige Salmendinger Territorium (Ringingen, Salmendingen, Melchingen und Erpfingen) wurde dem Fürstenhaus Fürstenberg zugeschlagen und unter Verwaltung des Hauses Werdenberg (Ministeriale Jehle zu Trochtelfingen) gestellt. Am nahegelegenen Dreifürstenstein grenzten also urtümlich die Territorien der Häuser Hohenzollern, Württemberg und Salmendingen aneinander. Die Mansberger und ihre verbundenen Geschlechter mussten, wie damals üblich, nach Kriegsende als Dienstleute bzw. Verwalter der siegreichen Grafen von Württemberg wirken. 1394 verzichten die Kinder der Eheleute „Agate von Salmendingen“ und „Burkhard von Mansberg“ zugunsten von Klaus und Wilhelm Ungelter auf alle ihre Ansprüche an Burg und Dorf Salmendingen.
1401 verleiht König Ruprecht von der Pfalz Ruprecht I. (Pfalz) den „Burgstall“ Salmendingen mit Zubehör dem Grafen Eberhard von Werdenberg. Die Burg geht 1534 an die Grafen von Fürstenberg und 1806 ist die Ruine im Eigentum des Fürstentum Hohenzollern-Sigmaringen.

## Beschreibung
Von der ehemaligen Burganlage, die über eine Vorburg mit Gräben und Wällen, eine Kernburg mit Graben und Wall, Palas, Burghof und Bergfried verfügte, sind noch Reste des Bergfrieds auf einer Grundfläche von 10,5 mal 9,5 Meter mit einer Mauerstärke von 3,2 Meter erhalten.

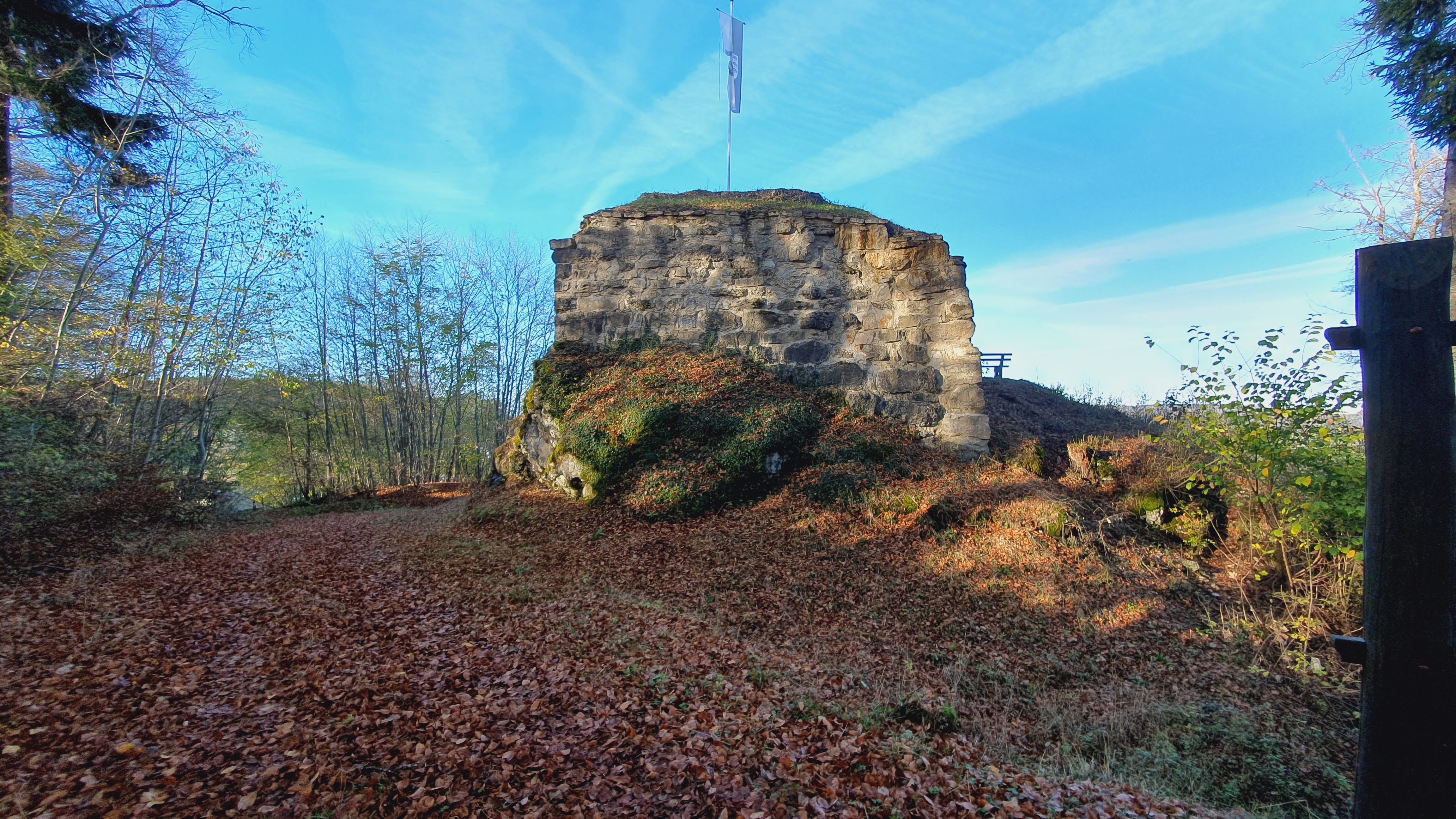
Blick auf die Turmruine, Graben beginnt rechts vorn
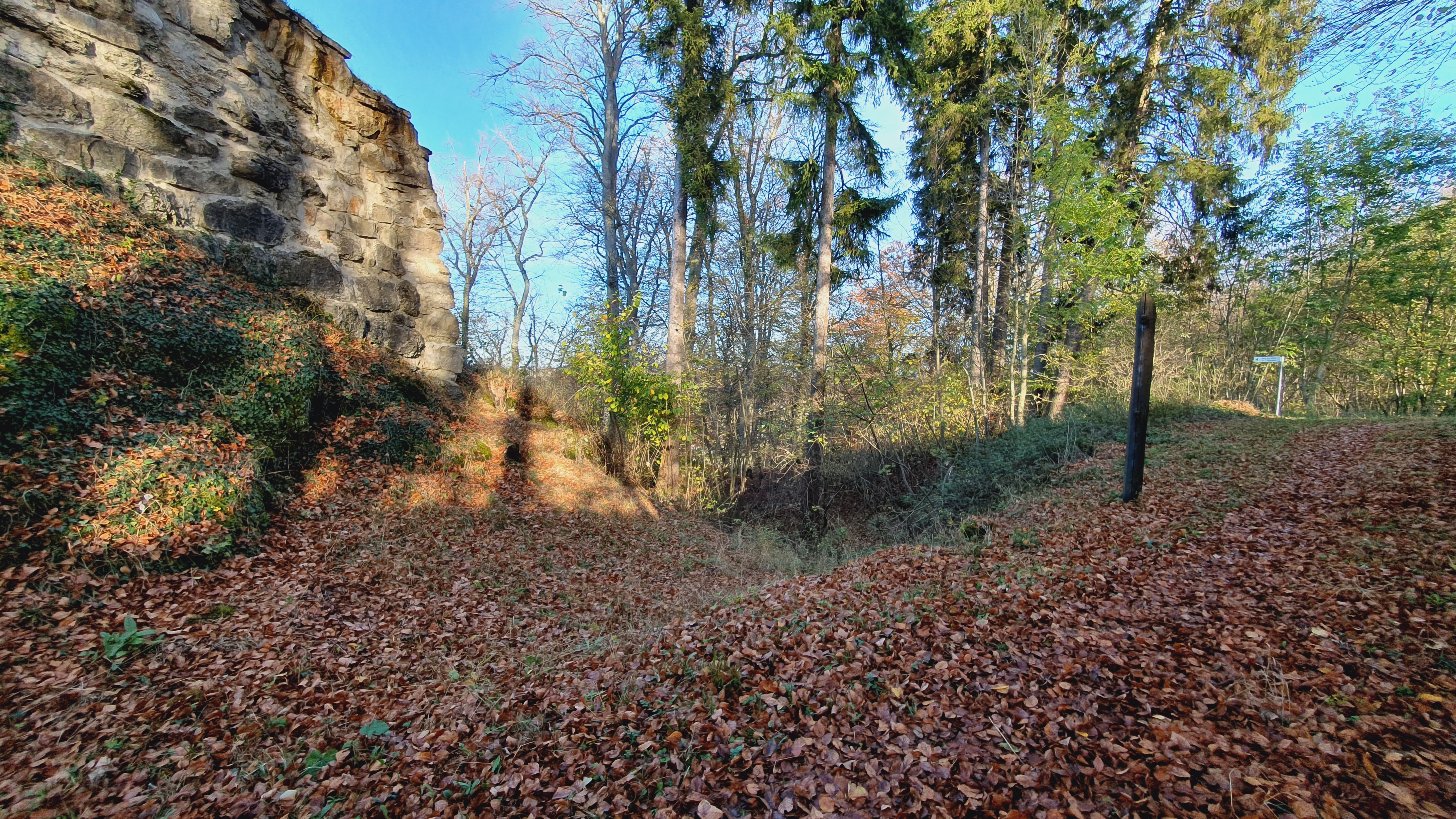
Umlaufender Graben und Wall (Mitte/rechts im Bild)
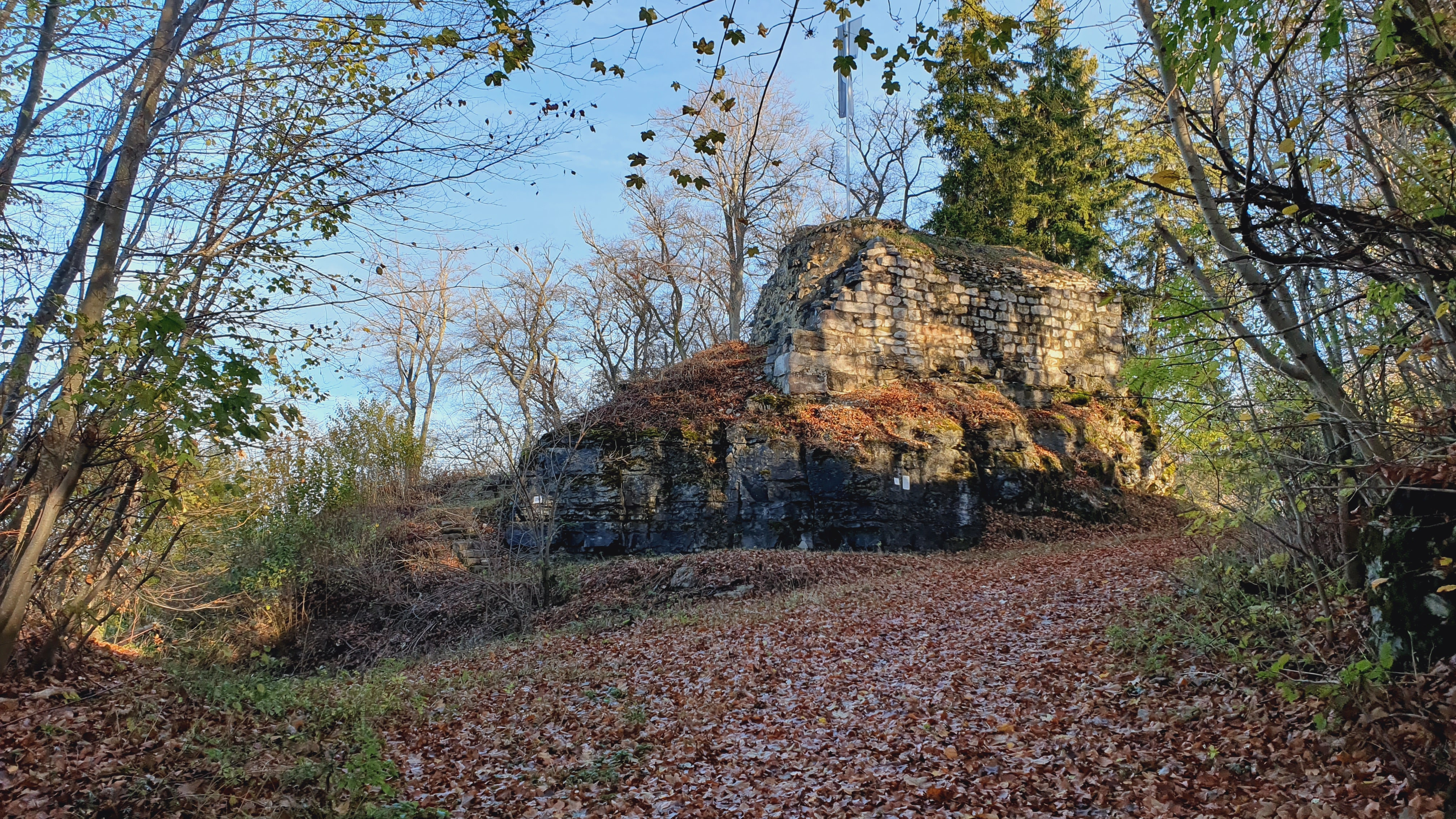
Der Rest des Bergfrieds auf dem Felsstock
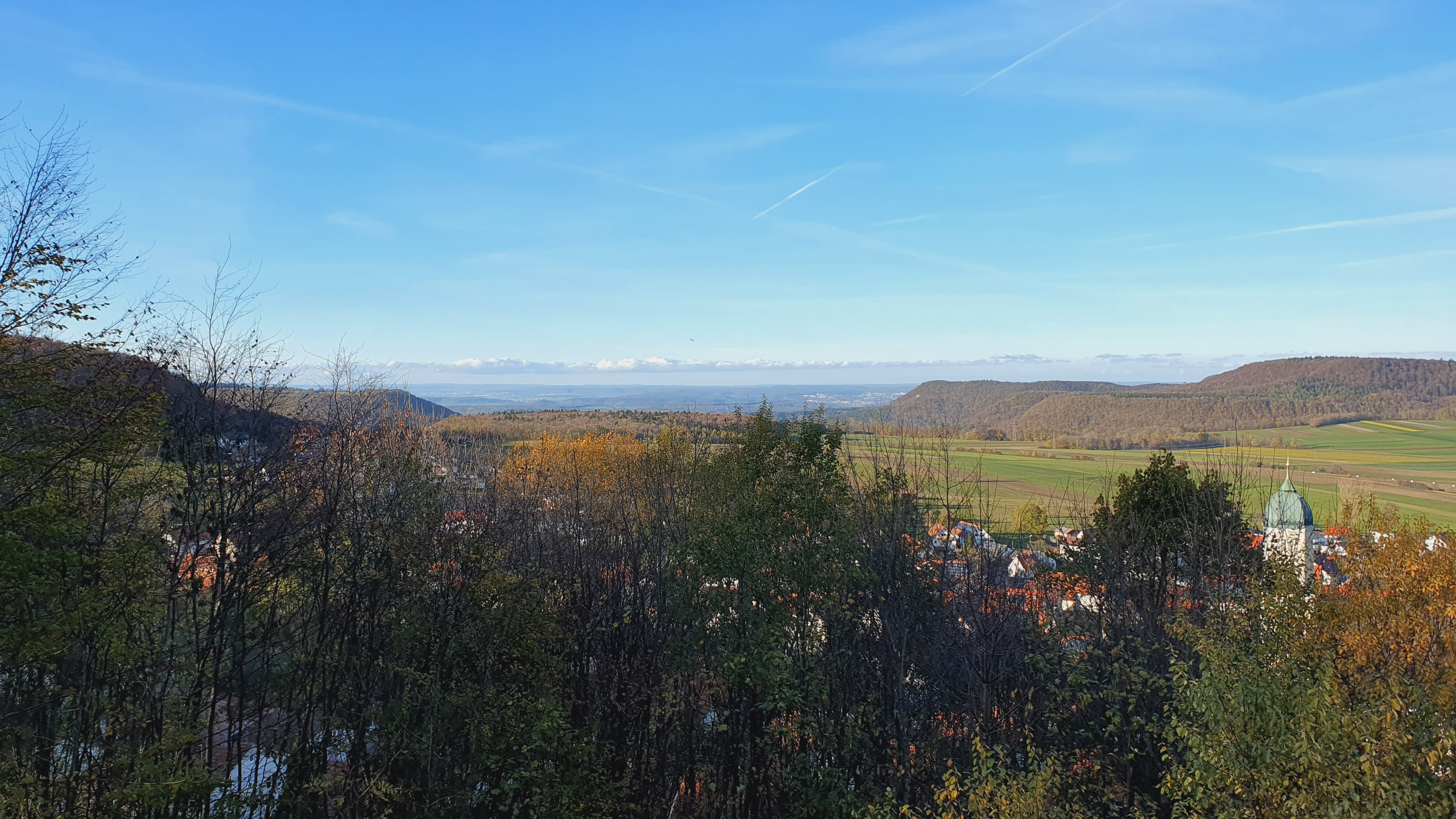
Blick von der Burgruine auf Salmendingen